# Abbatiale Saint-Pierre-et-Saint-Paul de Montier-en-Der
Pour les articles homonymes, voir Abbatiale Saint-Pierre-et-Saint-Paul et Montier.
L’abbatiale Saint-Pierre-et-Saint-Paul est l'église d'une abbaye bénédictine disparue, l'abbaye Notre-Dame de Montier-en-Der, fondée au VIIe siècle et située à Montier-en-Der dans le département français de la Haute-Marne, diocèse de Châlons-en-Champagne. L'abbatiale Saint-Pierre-et-Saint-Paul est quant à elle consacrée le 26 novembre 998 par l'évêque de Châlons-sur-Marne. Elle est devenue de nos jours l'église paroissiale, également connue sous le nom de Saint-Rémy (patron de la paroisse).
La nef pré-romane est parmi les plus anciennes en France, et le chœur est l'un des rares exemples de l'architecture gothique champenoise avec Laon et Noyon.

## Histoire
L'emplacement de la future abbaye, situé entre la Voire et le Magnentin (« haut menson »), est celui du pavillon de chasse ou maison de plaisance nommé Puisies, Puisy ou Puisé et appartenant à Childéric II. Sur la recommandation de saint Léger évêque d'Autun et d'Almaric maire du Palais, Chilpéric II donne la propriété à Berchaire, abbé d'Hautvillers,.
En 672, saint Berchaire fonde le monastère bénédictin de Montier-en-Der, en latin Monasterium Dervense. Il dote sa fondation de 21 villages. Parmi les reliques et objets précieux dont il dote l'église de son monastère figure le diptyque des Nicomaque et des Symmaque, qui y restera jusqu'à la Révolution française.

Les premiers habitants du lieu et de Puellemoutier sont huit prisonniers et huit prisonnières rachetés par Berchaire. Le bourg se développe autour du monastère et prend rapidement le nom de celui-ci.
En 827 Haudo, abbé de Stavelot et du Der, réforme l'établissement avec l'approbation de Louis le Pieux et de son fils Lothaire. Les clercs expulsés sont remplacés par des moines réguliers. En 832 Haudo reçoit en donation de Louis le Pieux le domaine de Dodiniaca curtis.
En 845 l'abbaye a son premier abbé laïc. C'est l'époque des aliénations des biens du clergé par les nobles carolingiens, période qui dure jusqu'après l'an mille dans certains cas.
L’abbaye connaît son apogée sous l’abbatiat d’Adson († 992), homme d’une haute élévation spirituelle, intellectuelle et littéraire, lié avec toutes les grandes personnalités de son temps. Il commence à construire l'église, qui est terminée par son successeur Béranger. Il en reste les grandes arcades de la nef.
En 1023 les reliques de saint Berchaire sont apportées au concile d'Héry, réuni par Hugues de Chalon (47e évêque d'Auxerre 999-1039), pour ajouter à la solennité de l'assemblée. Ce concile est l'occasion d'une curieuse anecdote concernant le comte d'Auxerre Landry, époux de Mathilde fille d'Otton-Guillaume comte de Bourgogne et héritier du duché. Landry ayant volé quelques terres à l'abbaye, Les moines profitent de l'assemblée d'Héry pour obtenir justice. Sommé de s'expliquer, Landry essaie de s'approprier les reliques de saint Berchaire : « ayant en sa possession l'héritier autant que l'héritage », il espère ne plus être inquiété.
Au cours de la première moitié du XIe siècle la nef est dotée de tribunes et d'un massif antérieur à tours. Le chœur et la tour de façade sont construits à la fin du XIIe siècle et probablement achevés vers l'an 1200.

### XIIIeetXIVesiècles
Aux XIIIe et XIVe siècles, une prospérité nouvelle amène la reconstruction des anciens bâtiments monastiques et du chœur de l’église. L'abbé Ferry (XIVe siècle) fait élever la chapelle des fonts sur le côté nord du chœur.

### XVIesiècle: commende et gros travaux
L'abbaye est donnée en commende en 1499. Les guerres précédentes  (guerre de Cent Ans (1337-1453), guerre de succession de Bourgogne (1477-1482), guerre folle (1485-1488), etc) l'ont bien endommagée. En tant qu'abbé de Notre-Dame de Montier-en-Der, François de Dinteville (91e évêque d'Auxerre 1513-1530) fait effectuer de grosses réparations à l'abbaye et modifier la partie antérieure de l'église ; la façade est reconstruite, la tour septentrionale est démolie et les charpentes des tribunes sont remplacées par des voûtes. Et il affranchit les habitants du bourg, moyennant 12 sols par foyer. Il passe ce bénéfice à son neveu François de Dinteville II, également évêque d'Auxerre (1530-1554), qui y invite des religieux pour réformer l'établissement. Mais cette possession, qui lui rapporte un assez gros revenu, engendre des jalousies et Dinteville II s'en défait quelques années après en permutant avec les abbayes de Moutier-la-Celle près de Troyes et de Moutier-Ramé,.
Le 6 février 1556 Charles de Lorraine, à cette époque cardinal, archevêque de Reims et abbé commendataire, passe un accord le 6 février 1556 avec Girard de Hault procureur des habitants dépendants de l'abbaye, pour 600 charrois afin de réparer les flèches des deux clochers de l'abbaye et leur toit d'ardoise ; de démolir les bâtiments de l'abbaye dont la structure est en bois, ces derniers incluant les maisons abbatiales, la trésorerie, la chantrerie, l'aumônerie, les étables et la prévôté ; et de reconstruire le mur de clôture de l'abbaye en y ajoutant quatre tours à canonnière, un pont-levis et une herse à l'entrée.

### XVIIeetXVIIIesiècles
En 1659 l'abbaye devient affiliée à la congrégation de saint Vanne.
En 1735 un incendie détruit les bâtiments abbatiaux, qui sont reconstruits en 1773.

### Révolution et post-Révolution
À la Révolution, l'église paroissiale Saint-Rémy de Montier est détruite. L'abbatiale étant inoccupée, les habitants y recourent pour leurs offices - et continuent de célébrer saint Rémy, mais dès lors dans l'abbatiale.
Le haras de Montier-en-Der est créé par décret impérial en 1806 et est installé en 1812 dans les bâtiments de l'abbaye. La région est au cœur du territoire de la race des chevaux ardennais et le haras héberge un institut régional de cette race locale. Les bâtiments de l'abbaye sont rasés en 1860. Les bâtiments du haras, entièrement reconstruits à partir de 1860, sont inscrits au titre des monuments historiques en 2015.  
Grâce aux efforts de Prosper Mérimée, entre 1851-1855 et 1860-1863 Émile Boeswillwald restaure le chœur, la chapelle axiale et le déambulatoire. En 1893 un incendie détruit la charpente de la nef ; Paul Louis Boeswillwald, fils du précédent, la reconstruit entre 1896 et 1901 ainsi que les parties supérieures du clocher.

### XXesiècle
Le 14 juin 1940 l'église est bombardée et incendiée. La reconstruction commence dès 1941, dirigée par Jacques Laurent, architecte en chef des Monuments Historiques. La nef est reconstruite presque entièrement et achevée dans les années 1950. La flèche de la tour est montée en 1982, selon les plans de Jean-Baptiste Bouchardon qui l'avait construite au XVIIIe siècle et non ceux de Boeswilwald qui l'avait reconstruite à la fin du XIXe siècle.

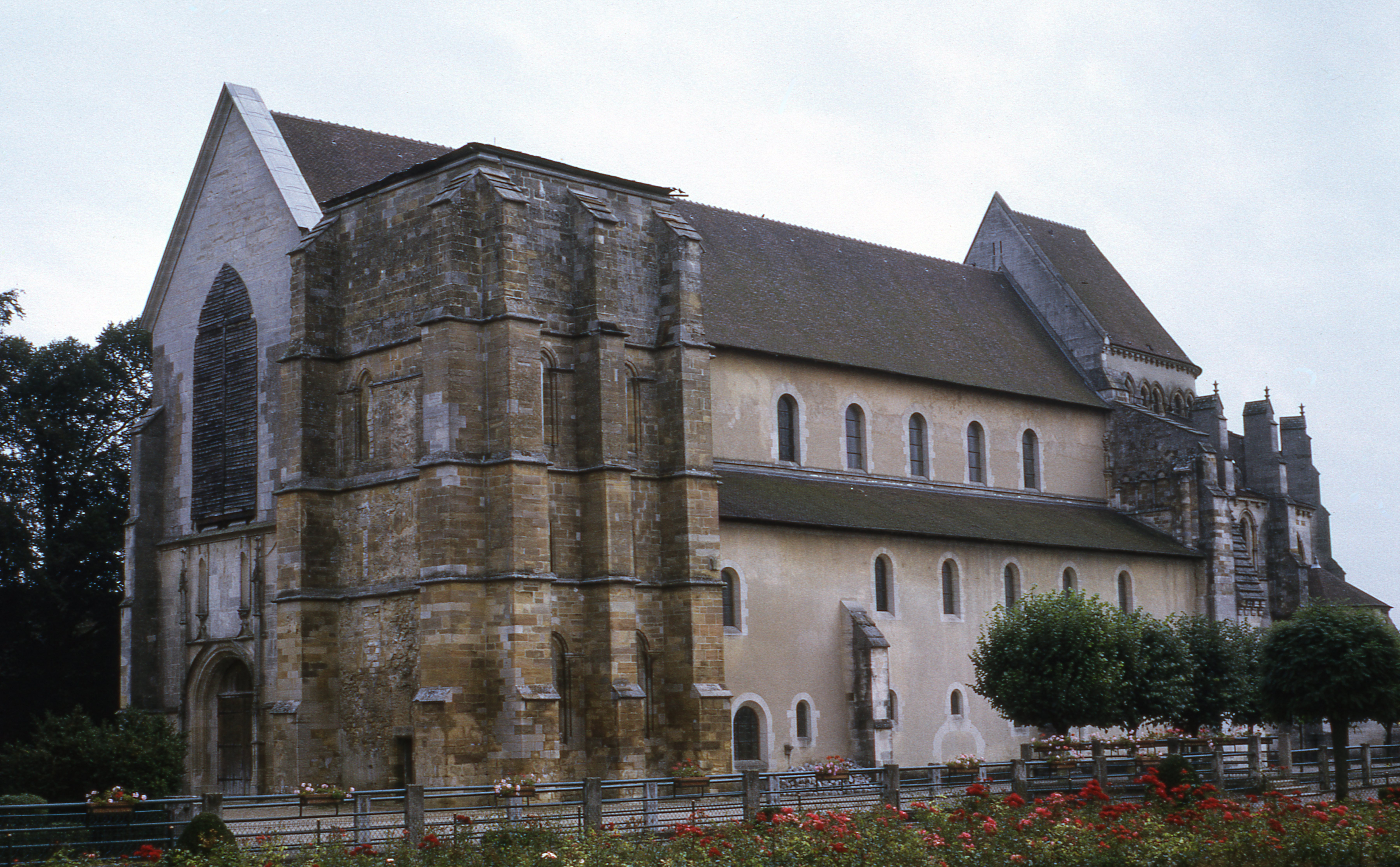
En 1972.
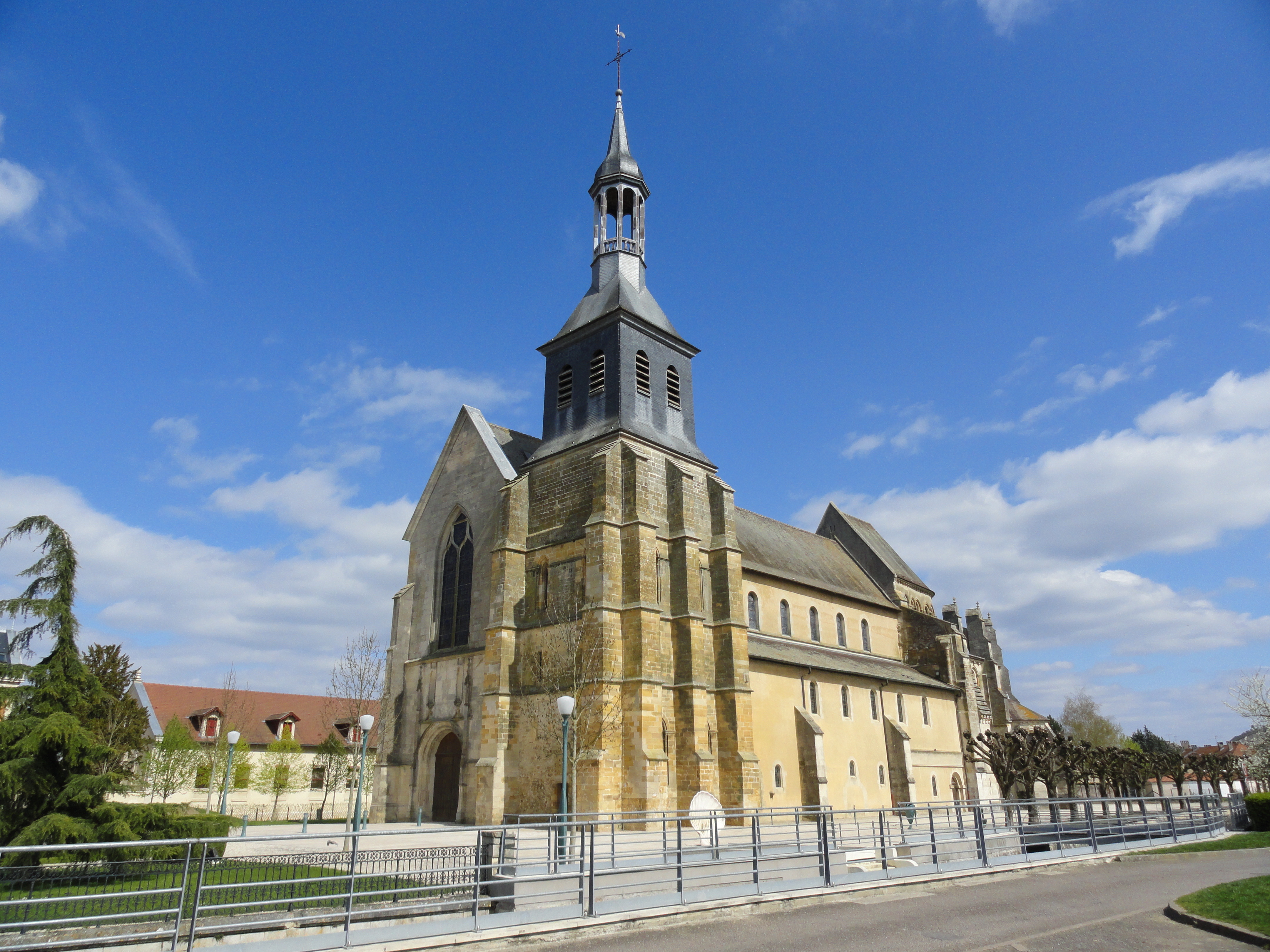
En 2012.

## Description
De l'abbaye Notre-Dame seule subsiste l’abbatiale et dont la construction révèle diverses influences. Très endommagée en 1940, la nef a été restaurée. L’élévation intérieure de l’église, actuellement datée de la fin du Xe siècle, est remarquable pour son étagement en trois niveaux et pour les arcades des tribunes du XIe siècle. Elle est de style pré-romane, et l'abside est de style gothique.

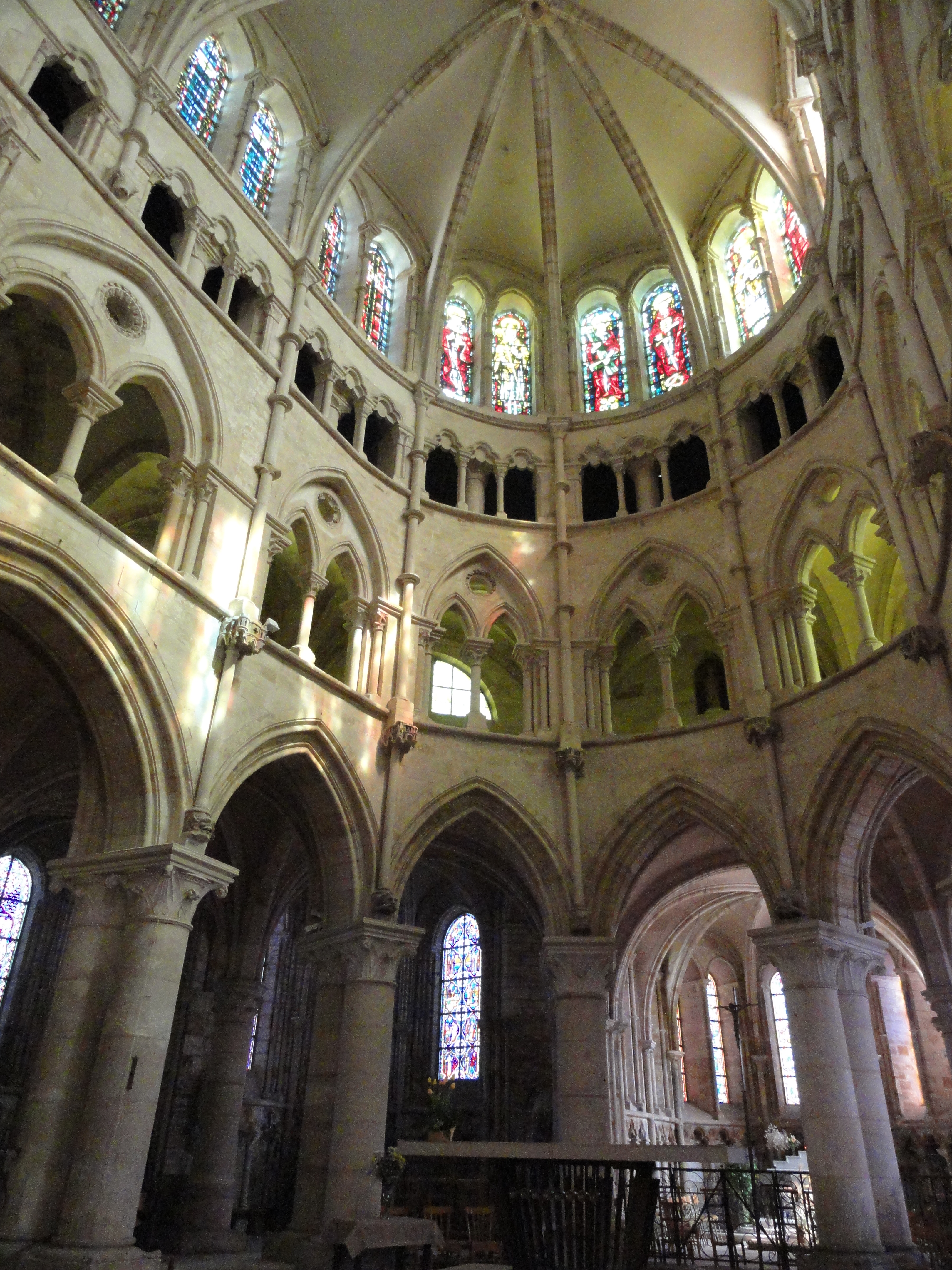
Abside.
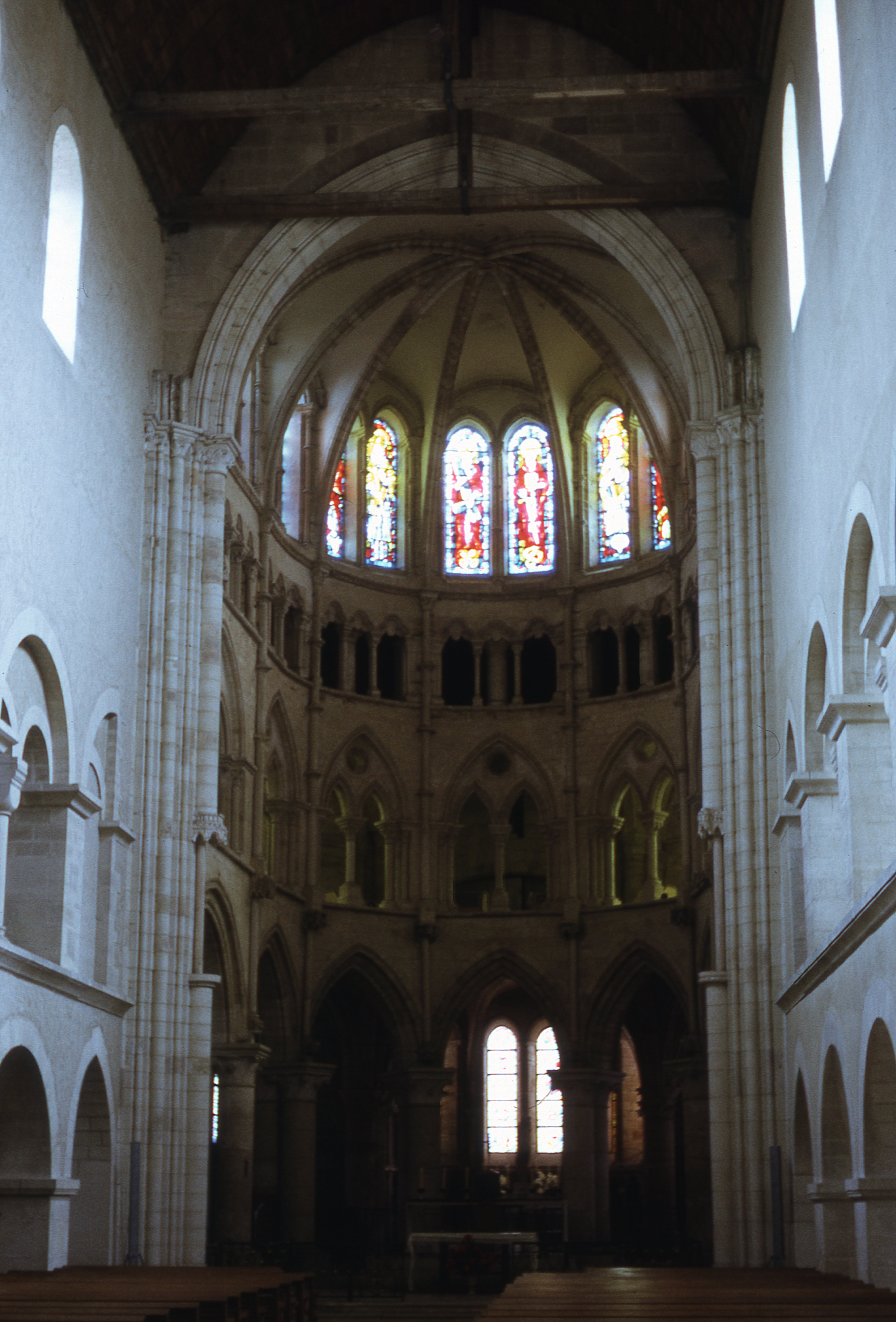
Vue de l'abside depuis la nef - en 1972.
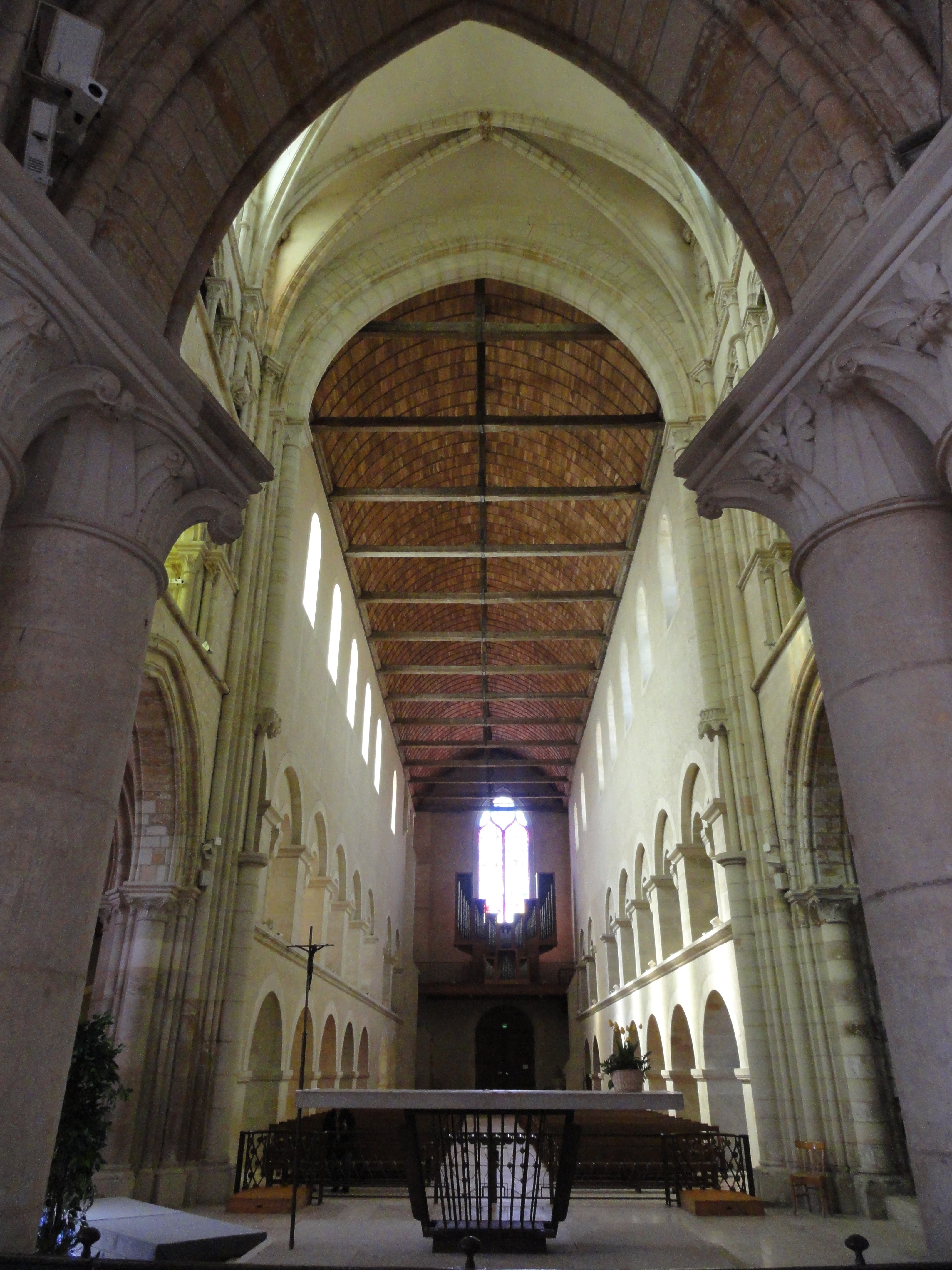
Nef (XIe siècle), vue depuis derrière l'autel principal.
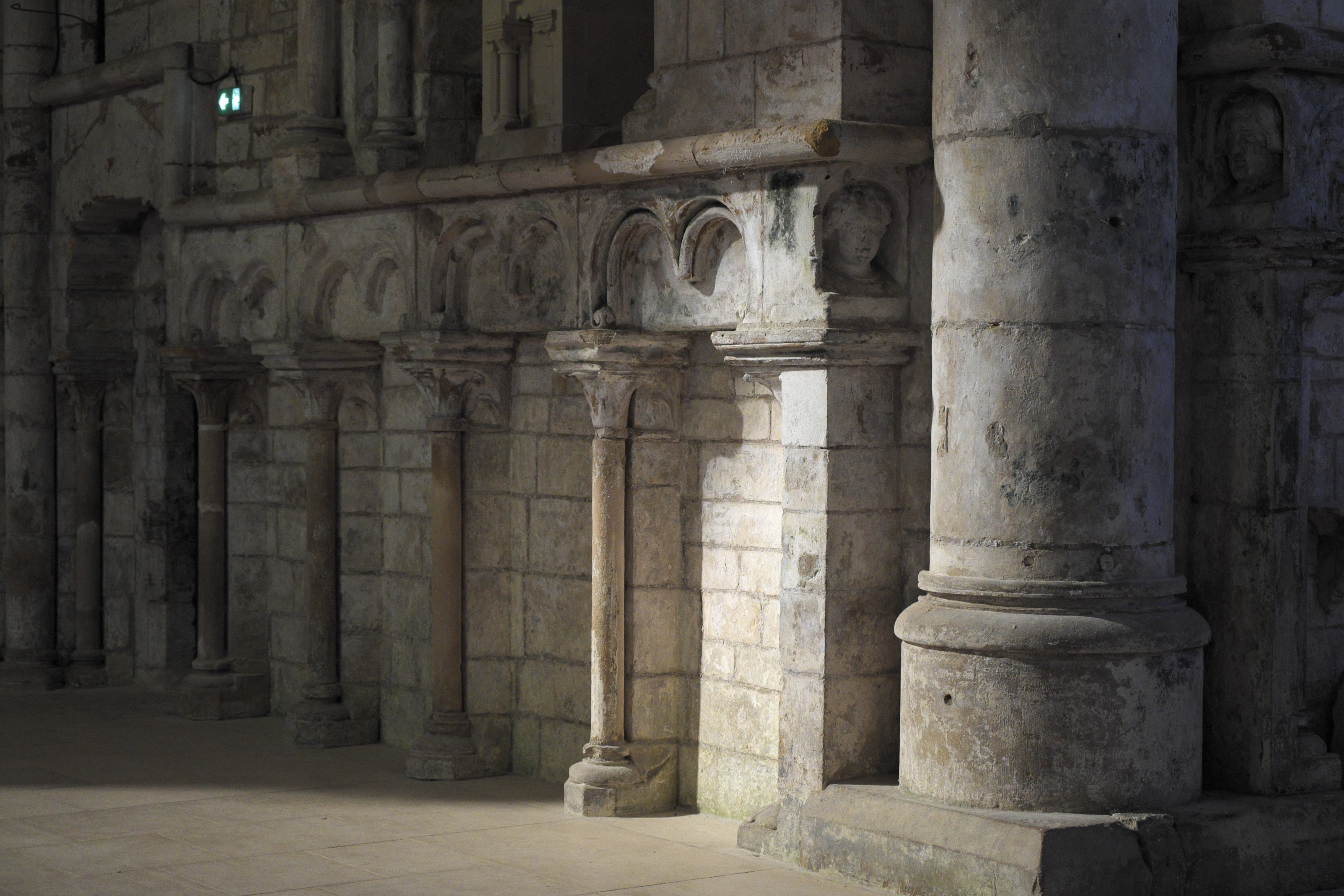
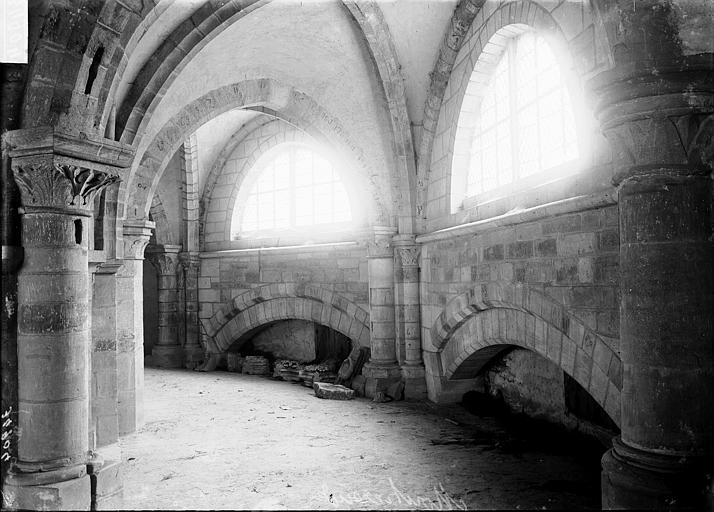
La partie haute du déambulatoire.

L'église est le point de départ de la « route des églises à pans de bois et vitraux de Champagne ».

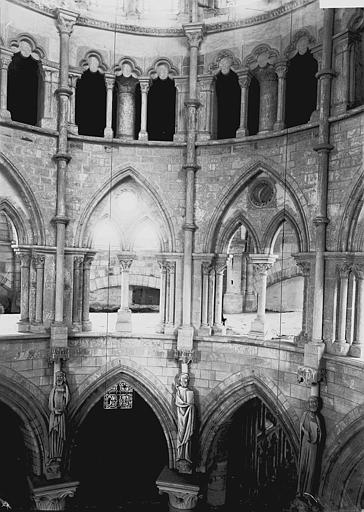
Statuaire.
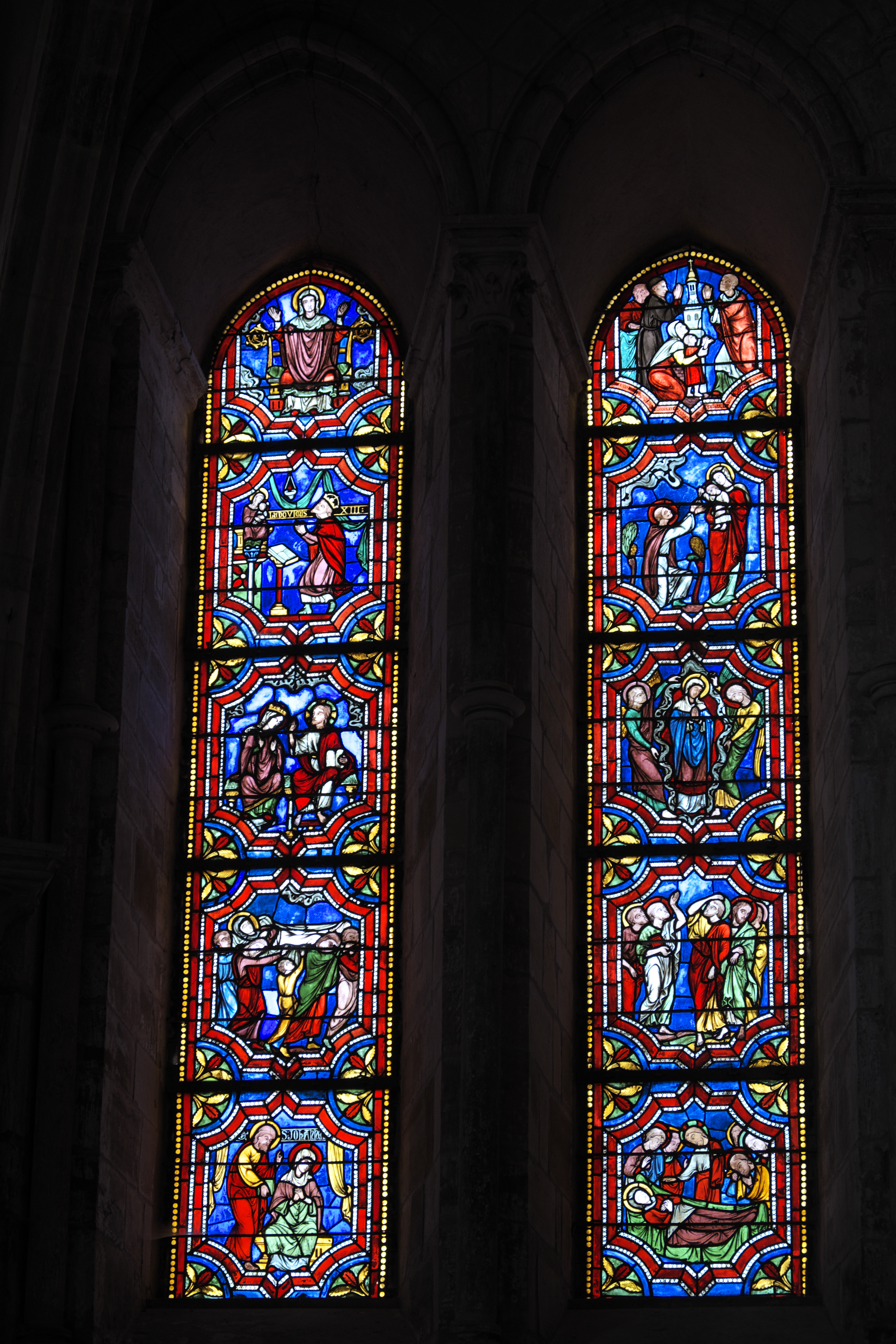
Vitrail de 1860.
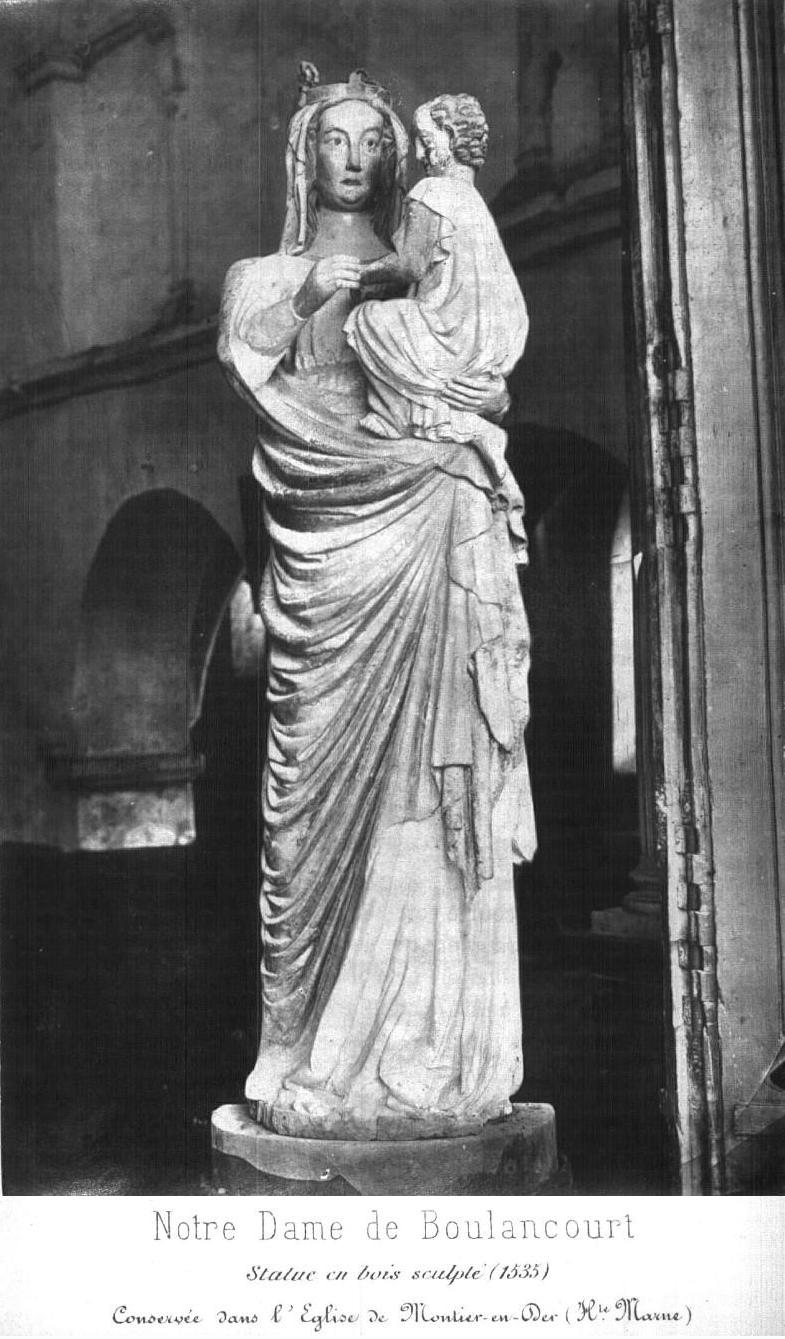
Vierge de Boulancourt, conservée dans l'église.
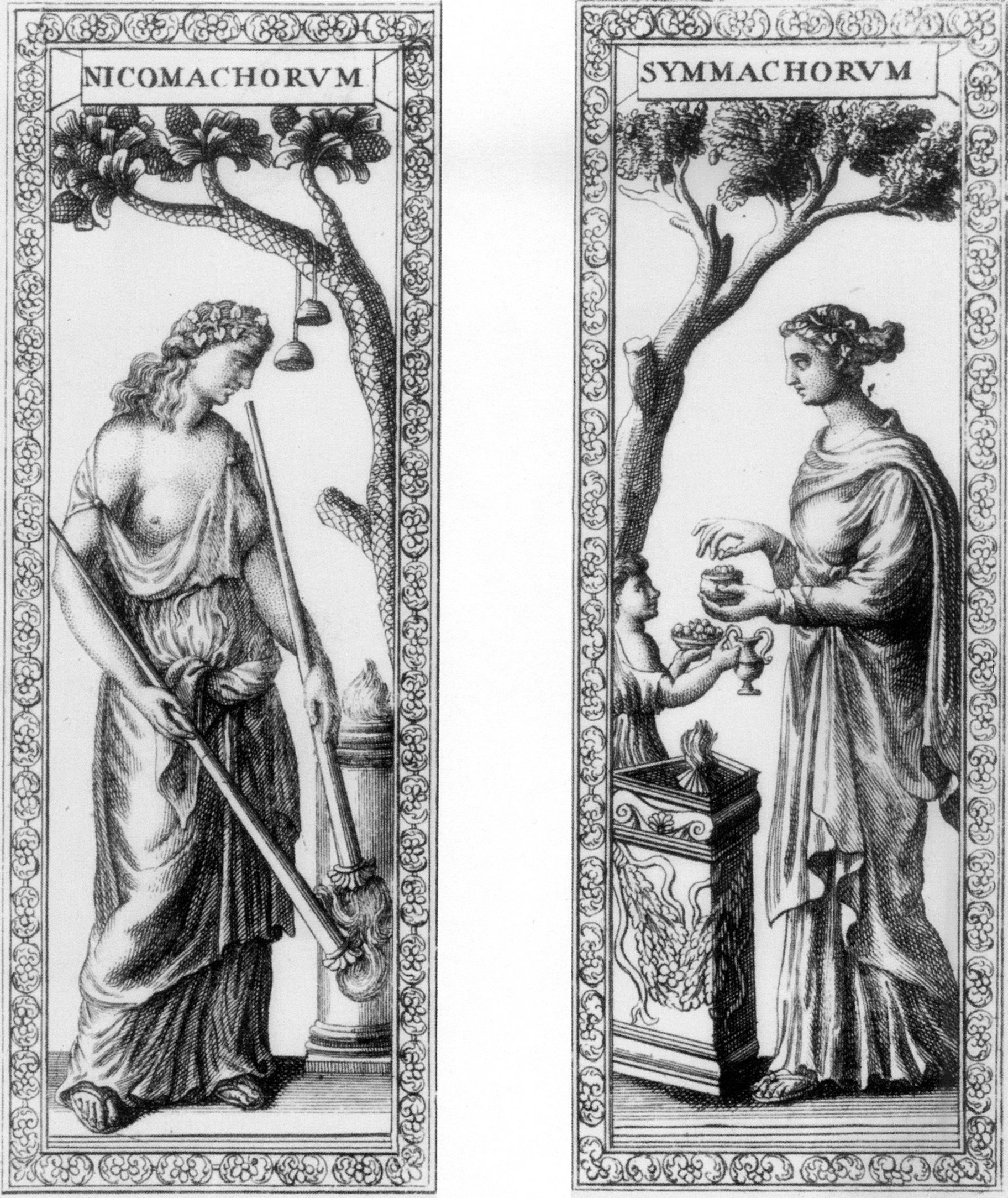
Diptyque des Nicomaque et des Symmaque - ivoire trouvé dans le puits de l'abbaye.
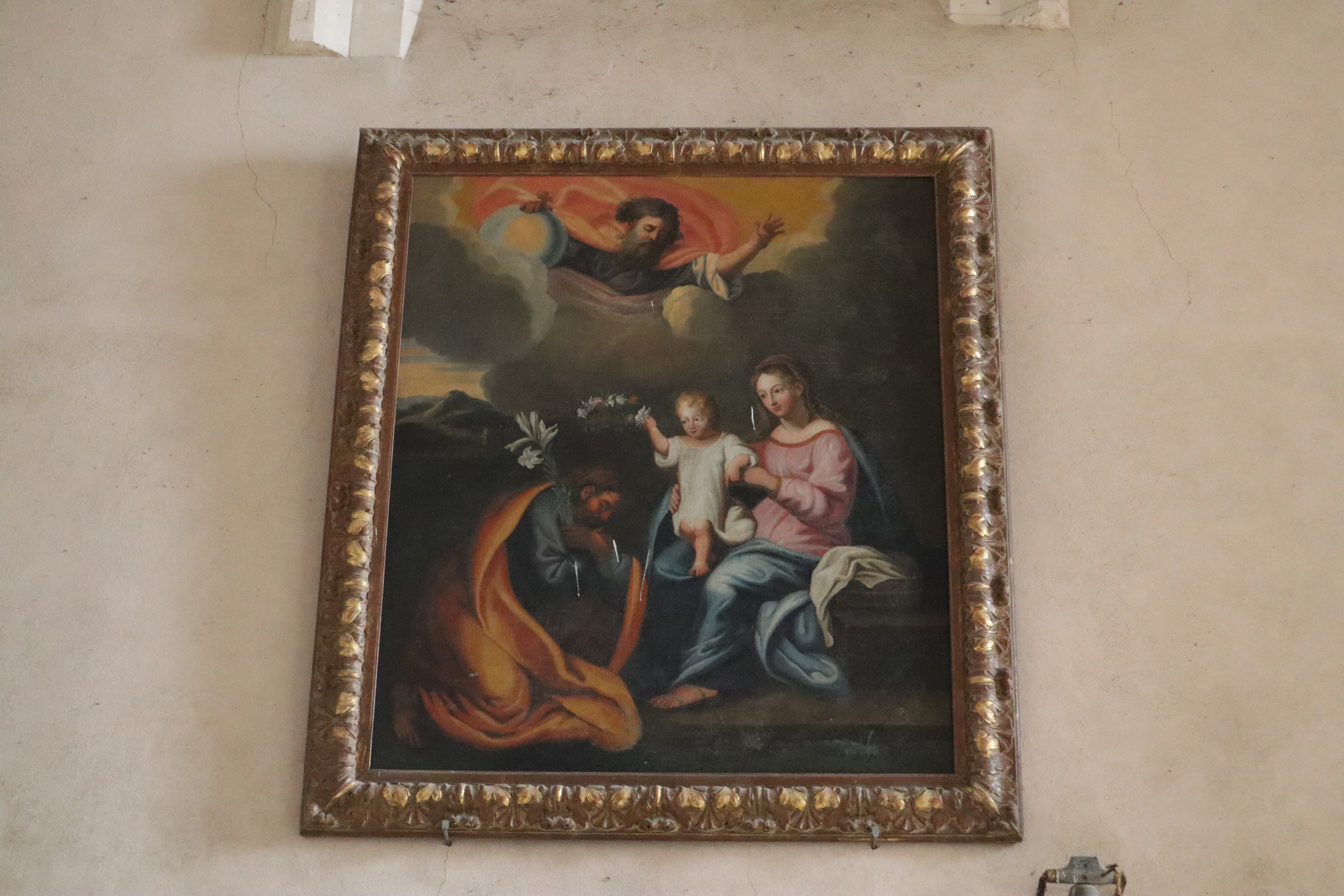
La famille de Jésus.

## Protection
L'abbatiale est classée au titre des monuments historiques par la liste de 1862.

## Liste des abbés
Liste des abbés depuis la fondation de l'abbaye jusqu'à sa fermeture :
- 672-685 : Berchaire, fondateur de l'abbaye dont il est le premier abbé, jusqu'à sa mort en martyr, assassiné dans son lit
- 685-705 : Synaulius ou Silonius
- c. 705 : Garibalde, avant de devenir évêque de Toul en 707
- c. 730 : Félicius
- c. 760 : Gauthier
- c. 780 : Bozon
- c. 800-816 : Richard
- c. 760 : Hatton, auparavant abbé de Stavelon et qui fut le premier réformateur de l'abbaye
- 836-839 : Altimare
- c. 839 : Pardule, avant de devenir évêque de Laon en 846
- c. 850 : Vulfaude
- c. 856 : Humfrède, qui assiste au concile de Bologne
- c. 860 : Adalgaire
- c. 880 : Adalric
- c. 900 : Alard
- c. 920 : Benzon, chassé par le comte de Champagne avec d'autres religieux indisciplinés
- 936-960 : Albéric, qui fut le deuxième réformateur de l'abbaye
- 960-992 : Adon ou Adson, ami du pape Sylvestre II. Sous son règne, le comte de Champagne Herbert II fut guéri par les reliques de saint Bercaire, et en remerciement fit d’importantes donations
- 992-1015 : Bérenger, qui fit consacrer l'église abbatiale en 998
- 1020 : Nivon
- 1025-1034 : Dudon Ier, qui eut des démêlés avec Étienne de Vaux, fondateur de la maison de Joinville, qui empiétait sur les droits et les propriétés de l'abbaye.
- 1034-1049 : Milon
- 1049-1082 : Brunon dit aussi Wandalger, issu de la maison de Vignory, ami du pape Léon IX et eut comme protecteur le comte de Champagne Thibaut Ier. Il se rend célèbre en défendant l'abbaye contre les prétentions de plusieurs seigneurs laïques.
- 1082-1091 : Dudon II
- 1091 : Nocher
- 1097-1123 : Roger de Vignory, réputé par son zèle et sa piété
- 1125-1133 : Raulon
- 1133-1139 : Guillaume Ier
- 1139-1162 : Thibaut
- 1162-1166 : Gauthier
- 1166-1170 : Joramne
- 1170-1174 : Ebal de Sommevoire
- 1174-1183 : Rainaud Ier
- 1183-1191 : Vuiter Ier
- 1191-1200 : Evrard
- 1200-1201 : Nicolas
- 1201-1215 : Rainaud II
- 1215-1220 : Ancher
- 1220-1236 : Rodolphe ou Radulphe ou encore Raoul, troisième réformateur de l'abbaye.
- 1236-1238 : Guillaume II, qui fait un traité avec le comte de Champagne Thibaut IV en 1237.
- 1238-1241 : Anselme
- 1241-1254 : Pierre Ier
- 1254-1260 : Henri Ier
- 1260-1269 : Rainaud III
- 1269-1295 : Guillaume III
- 1295-1334 : Ferry
- 1334-1356 : Vuiter II de Jarnay, sous lequel se fait la translation solennelle du chef de saint Berchaire.
- 1356-1368 : Jacques de Saint-Martin, sous lequel l'abbaye est plusieurs fois dévastée.
- 1368-1392 : Ponce de Mirevault, qui fait construire à Sommevoire un château fort pour défendre l'abbaye.
- 1392-1420 : Simon Ier d'Ambonville
- 1420-1442 : Pierre II de Changey, en lutte avec les ennemis de l'abbaye
- 1442-1458 : Jean de Bétigny
- 1458 : Thierry-le-Villain, abbé un seul jour seulement
- 1458-1461 : Odon ou Eudes de Ficourt
- 1461-1462 : Simon II de Goix
- 1462-1486 : Simon III d'Yèvre
- 1486-1498 : Pierre III de Rivières
- 1499-1528 : François Ier de Dinteville, premier abbé commendataire, qui est chanoine de Langres et de Chalon-sur-Saône, puis évêque de Sisteron et ensuite d'Auxerre. Il résigne en faveur de son neveu.
- 1528-1538 : François II de Dinteville, qui devient évêque de Riez puis d'Auxerre
- 1538-1574 : Charles de Lorraine, archevêque de Reims et cardinal
- 1574-1588 : Louis Ier de Lorraine, cardinal de Guise et archevêque de Reims
- 1588-1621 : Louis II de Lorraine, cardinal-archevêque de Reims
- 1621-1641 : Henri II de Lorraine, il résigne afin de se marier, étant simple clerc tonsuré
- 1641-1645 : Antoine de Guillon
- 1645-1657 : François III de Rancher
- 1657-1700 : Armand de Troisville, de 1657 à 1700, qui donne à l'abbaye la réforme de Saint-Vannes
- 1701-1712 : Anne-Marie d'Armagnac
- 1713-1740 : Pierre IV Ottoboni, cardinal, qui œuvre pour l'instruction des religieux
- 1740-1763 : Claude-Antoine de Choiseul-Beaupré, évêque de Châlons-sur-Marne
- 1763-1764 : Antoine de Lastic, évêque de Comminges
- 1764-1781 : Antoine-Eléonore-Léon Leclerc de Juigné, évêque de Châlons-sur-Marne puis archevêque de Paris.
- 1781-1791 : Anne-Antoine-Jules de Clermont-Tonnerre, évêque de Châlons-sur-Marne, qui devint ensuite archevêque de Toulouse et cardinal.